# Stretching Out Vol. 1
Stretching Out Vol. 1 – drugi album koncertowy The Skatalites, jamajskiej grupy muzycznej wykonującej ska.
Płyta została wydana w roku 1986 przez nowojorską wytwórnię ROIR Records. Znalazła się na niej część nagrań z występu zespołu w Blue Monk Jazz Gallery w Kingston 17 lipca 1983 roku, jak również materiały z próby generalnej muzyków przed festiwalem Reggae Sunsplash, zarejestrowane w czerwcu 1983 roku. Na krążku można usłyszeć ośmiu spośród dziewięciu członków założycieli The Skatalites; zmarłego w roku 1969 puzonistę Dona Drummonda zastąpił Calvin "Bubbles" Cameron. Produkcją całości zajął się Herbie Miller.
Druga część nagrań ukazała się rok później jako Stretching Out Vol. 2. W roku 1998, również nakładem ROIR Records, ukazała się łączna reedycja obu tych albumów w postaci dwóch płyt CD.

## Lista utworów

### Strona A
1. "Freedom Sounds"
2. "Bridge View"
3. "Latin Goes Ska"
4. "Road Block"
5. "Guns Of Navarone"
6. "Man In The Street"

### Strona B
1. "Come Dung"
2. "Big Trombone"
3. "Ska Ba"
4. "Tear Up"
5. "Eastern Std. Time"
6. "Confucius"

## Muzycy

### The Skatalites
- Roland Alphonso - saksofon tenorowy
- Tommy McCook - saksofon tenorowy
- Lester "Ska" Sterling - saksofon altowy
- Johnny "Dizzy" Moore - trąbka
- Jerome "Jah Jerry" Haynes - gitara
- Lloyd Brevett - kontrabas
- Lloyd Knibb - perkusja
- Jackie Mittoo - fortepian
- Calvin "Bubbles" Cameron - puzon

### Gościnnie
- Cedric "Im" Brooks - saksofon tenorowy
- Arnold "Willy" Breckenridge - trąbka
- Lord Tanamo - wokal